# Formación Udurchukan
La Formación Udurchukan es una formación geológica ubicada en el Óblast de Amur, Extremo Oriente ruso. Basado en palinomorfos como Wodehouseia spinata, Udurchukan se considera del Maastrichtiano del Cretácico superior.
Dado que Wodehouseia spinata y Aquillapollenites subtilis se conocen en América del Maastrichtiano superior, la presencia de estos palinomorfos en Udurchukan hizo que Godefroit considerara que la unidad y su fauna dominada por lambeosaurinos eran coetáneos de la Formación Lance y Hell Creek. Sin embargo, una investigación en la cuenca Songliao indica que Wodehouseia spinata también se conoce desde el Maastrichtiano inferior (aunque no basal) y medio de Asia.
Una descripción, que aparece en un artículo sobre osteología comparada de Edmontosaurus y Shantungosaurus, señala que las localidades de la Formación Udurchukan, Kundur y Blagoveschensk, son del Maastrichtiano inferior-superior. Udurchukan ahora parece algo más antigua que Lance y Hell Creek, aunque no mucho.

## Paleofauna

### Dinosaurios
| Simbología \| Taxon \| Taxón reclasificado \| Taxón falsamente reportado \| Taxón dudoso o sinónimo más moderno \| Icnotaxón \| Ootaxón \| |                     | Notas Los taxones inciertos están en texto pequeño; los taxones desacreditados están tachados. |                                     |           |         |
| Taxon | Taxón reclasificado | Taxón falsamente reportado                                                                     | Taxón dudoso o sinónimo más moderno | Icnotaxón | Ootaxón |

| Ornitisquios reportados de la Formación Udurchukan | Ornitisquios reportados de la Formación Udurchukan | Ornitisquios reportados de la Formación Udurchukan | Ornitisquios reportados de la Formación Udurchukan | Ornitisquios reportados de la Formación Udurchukan | Ornitisquios reportados de la Formación Udurchukan                   | Ornitisquios reportados de la Formación Udurchukan | Ornitisquios reportados de la Formación Udurchukan |
| Género                                             | Especie                                            | Ubicación                                          | Posición estratigráfica                            | Material                                           | Notas                                                                | Imágenes                                           |                                                    |
| -------------------------------------------------- | -------------------------------------------------- | -------------------------------------------------- | -------------------------------------------------- | -------------------------------------------------- | -------------------------------------------------------------------- | -------------------------------------------------- | -------------------------------------------------- |
| Amurosaurus                                        | A. riabinini                                       | Blagoveschensk                                     |                                                    | Varios especímenes                                 | Un hadrosáurido lambeosaurino                                        |                                                    |                                                    |
| Kerberosaurus                                      | K. manakini                                        | Blagoveschensk                                     |                                                    | Varios especímenes                                 | Un hadrosáurido saurolofino                                          |                                                    |                                                    |
| Kundurosaurus                                      | K. nagornyi                                        | Kundur                                             |                                                    | Varios especímenes                                 | Nomen dubium. Posiblemente, un sinónimo más moderno de Kerberosaurus |                                                    |                                                    |
| Nodosauridae                                       | Indeterminado                                      | Blagoveschensk y Kundur                            |                                                    |                                                    | Un anquilosaurio nodosáurido                                         |                                                    |                                                    |
| Olorotitan                                         | O. arharensis                                      | Kundur                                             |                                                    |                                                    | Un hadrosáurido lambeosaurino                                        |                                                    |                                                    |

| Saurisquios reportados de la Formación Udurchukan | Saurisquios reportados de la Formación Udurchukan | Saurisquios reportados de la Formación Udurchukan | Saurisquios reportados de la Formación Udurchukan | Saurisquios reportados de la Formación Udurchukan | Saurisquios reportados de la Formación Udurchukan                                    | Saurisquios reportados de la Formación Udurchukan | Saurisquios reportados de la Formación Udurchukan |
| Género                                            | Especie                                           | Ubicación                                         | Posición estratigráfica                           | Material                                          | Notas                                                                                | Imágenes                                          |                                                   |
| ------------------------------------------------- | ------------------------------------------------- | ------------------------------------------------- | ------------------------------------------------- | ------------------------------------------------- | ------------------------------------------------------------------------------------ | ------------------------------------------------- | ------------------------------------------------- |
| Albertosaurus                                     | "A. periculosus"                                  | Kundur                                            |                                                   | Dientes                                           | Nomen dubium. Posiblemente, un sinónimo más moderno de Tarbosaurus o un nuevo género |                                                   |                                                   |
| Arkharavia                                        | A. heterocoelica                                  | Kundur                                            |                                                   | Varios especímenes                                | Un saurópodo somfospondilo                                                           |                                                   |                                                   |
| Aublysodon                                        | "A. sp. 1"                                        | Kundur                                            |                                                   | Dientes                                           | Nomen dubium. Posiblemente, un sinónimo más moderno de Tarbosaurus o un nuevo género |                                                   |                                                   |
| Aublysodon                                        | "A. sp. 2"                                        | Kundur                                            |                                                   | Dientes                                           | Nomen dubium. Posiblemente, un sinónimo más moderno de Tarbosaurus o un nuevo género |                                                   |                                                   |
| cf. Dromaeosaurus                                 | D. sp                                             | Kundur                                            |                                                   |                                                   | Nomen dubium. Un terópodo dromeosáurido                                              |                                                   |                                                   |
| Richardoestesia                                   | "R. sp. 1"                                        | Kundur                                            |                                                   | Dientes                                           | Nomen dubium. Un terópodo dromeosáurido                                              |                                                   |                                                   |
| Richardoestesia                                   | "R. sp. 2"                                        | Kundur                                            |                                                   | Dientes                                           | Nomen dubium. Un terópodo dromeosáurido                                              |                                                   |                                                   |
| cf. Saurornitholestes                             | S. sp                                             | Kundur                                            |                                                   |                                                   | Nomen dubium. Un terópodo dromeosáurido                                              |                                                   |                                                   |
| cf. Tarbosaurus?                                  | T. bataar?                                        | Kundur                                            |                                                   |                                                   | Un terópodo tiranosáurido                                                            |                                                   |                                                   |
| Titanosauria                                      | Indeterminado                                     | Blagoveschensk                                    |                                                   | AEHM 1/316                                        | Un saurópodo titanosaurio                                                            |                                                   |                                                   |
| cf. Troodon                                       | T. sp                                             | Kundur                                            |                                                   |                                                   | Nomen dubium. Un terópodo trodóntido                                                 |                                                   |                                                   |

## Otros taxones

### Vertebrados
- Amuremys|Amuremys planicostata
- Albertosaurinae indet.
- Tyrannosaurinae indet.
- Richardoestesia sp. (morfotipo 1)
- Richardoestesia sp. (morfotipo 2)
- Shamosuchus sp.
- Troodon sp.
- Dromaeosaurinae indet.
- Dromaeosauridae indet.
- cf. Saurornitholestes sp.
- Cimolodonta indet.
- Crocodylia indet.
- Hadrosaurinae indet.
- Lindholmemydidae indet.
- Nodosauridae indet.
- Testudines indet.
- Titanosauria indet.
- Theropoda indet.
- Trionychidae indet.

### Insectos
- Mesosigara kryshtofovichi

### Flora
- Cupressinoxylon sp.